# TT 4 (Paralympics)
TT 4 (auch generisch Class 4 oder Klasse 4) ist eine Startklasse der paralympischen Sportarten für Sportler im Tischtennis.
Die Zugehörigkeit von Sportlern zur Startklasse ist wie folgt skizziert:
„Der Spieler hat Rumpfkontrolle, aufrecht sitzend, normale Arm- und Rumpfbewegungen sind möglich. Rumpfbewegungen, die der Vergrößerung der Reichweite dienen, sind nur möglich, indem der freie Arm sich am Rollstuhl oder Oberschenkel hält, drückt oder stützt. Bewusste Bewegungen des Rollstuhls sind möglich. Mit einer Hand nach vorne ist der Rumpf nicht in der Lage, sich optimal nach vorne zu lehnen. Seitliche Bewegungen sind nicht ohne die Hilfe des freien Arms möglich.“
Die Klasseneinteilung TT 1 – TT 10 kennzeichnet den für Tischtenniswettbewerbe wettbewerbsrelevanten Grad der funktionellen Körperbehinderung eines Sportlers. Niedrige Klassenziffern zeigen einen höheren Grad der Beeinträchtigung an als hohe Klassenziffern. Sportler mit den Klassenziffern 1–5 starten sitzend (Rollstuhl), Sportler mit den Klassenziffern 6–10 stehend. Sportler mit intellektueller Beeinträchtigung starten in der Klasse TT 11.